# Тюрингенский лебервурст

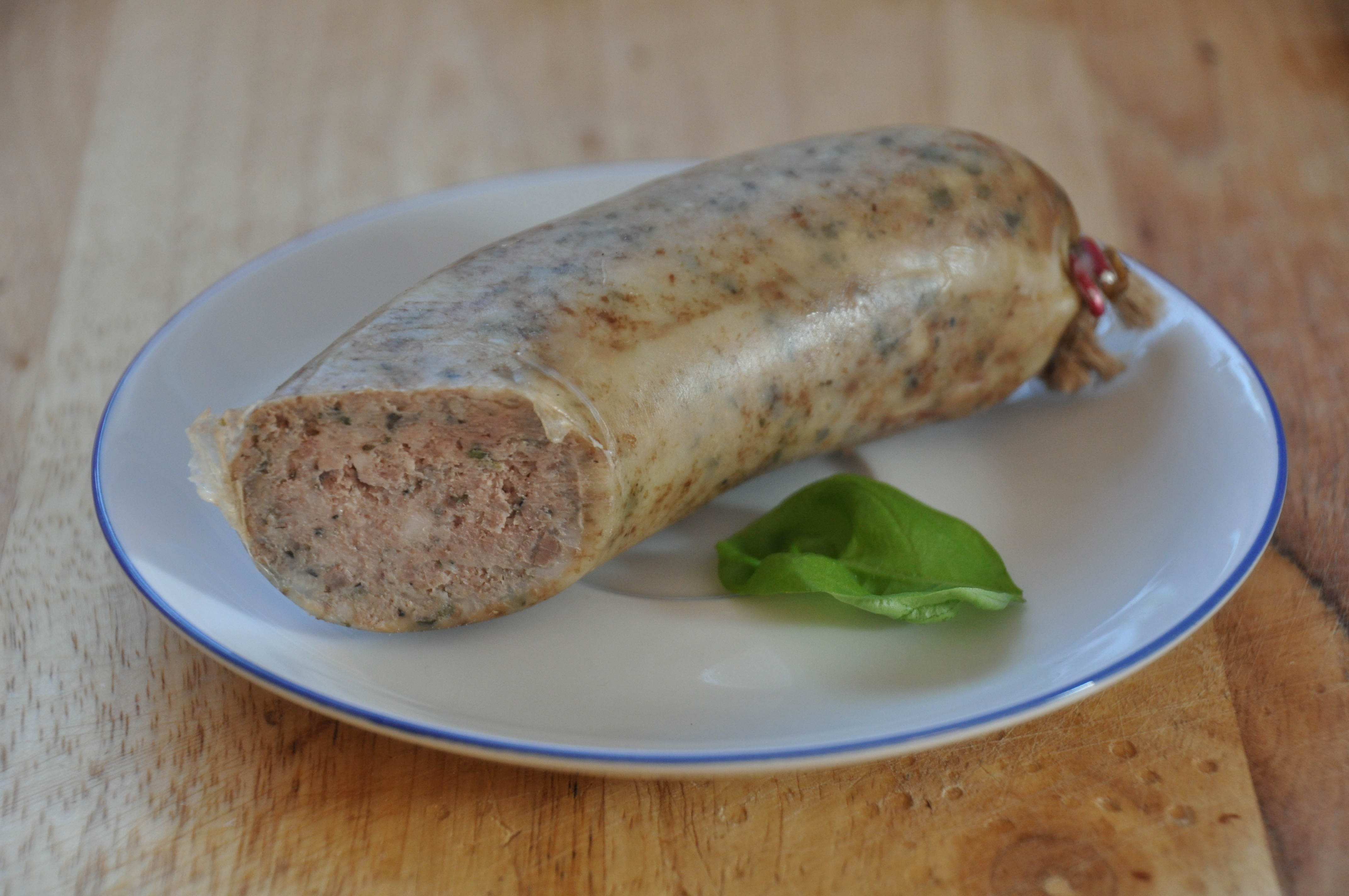
Тюрингенский лебервурст

Тюри́нгенский лебервурст (нем. Thüringer Leberwurst — «тюрингенская печёночная колбаса») — немецкая колбаса с мажущейся консистенцией, которую готовят из термически обработанного сырья — свинины и печени с добавлением жареного репчатого лука и пряностей. Типичный вкус тюрингенского лебервурста обеспечивают майоран, молотый перец и копчение. Тюрингенский лебервурст имеет защищённое обозначение происхождения, может производиться только в Тюрингии, не менее 51 % сырья для её производства должно иметь местное происхождение.
В процессе подготовки сырья из свежей после забоя печени удаляют желчные протоки, затем её измельчают на волчке. Постную свинину и шпик без шкурки предварительно обрабатывают нитритно-посолочной смесью, затем обваривают при температуре 80 °C и измельчают в куттере, при необходимости добавляя эмульгатор. Рубленую печень при температуре 45—50 °C измельчают в куттере до получения требуемой эмульсии. Обе массы смешивают, приправляют специями и при температуре 40—50 °C шприцуют в подготовленную натуральную оболочку: пузыри, говяжьи черева, свиные синюги. Применение искусственной колбасной оболочки в производстве тюрингенского лебервурста не допускается. Батоны тюрингенского лебервурста после вязки направляют на варку при температуре 75-78 °C и затем на холодное копчение при 25—30 °C на буковой щепе. Тюрингенский лебервурст также фасуют в стеклянные банки с завинчивающейся крышкой и консервные банки.